# Ombre su Trieste
Ombre su Trieste è un film del 1952 diretto da Nerino Florio Bianchi.

## Trama
Alla stazione di Trieste, due amici in attesa del treno rievocano le vicende vissute negli ultimi anni della seconda guerra mondiale quando, assieme ad altri compagni, erano sfuggiti alla cattura da parte delle truppe naziste associandosi a una banda di partigiani.

## Incassi
Incasso accertato a tutto il 31 marzo 1959: £ 41.461.259